# Spéculateur sur séance
Un spéculateur sur séance ou opérateur à la journée (en anglais : day trader) est un opérateur de marché qui achète et revend des produits financiers au cours de la même séance (il réalise ses opérations sur une journée).